# Edwardsiella
Edwardsiella – rodzaj Gram (-) bakterii będący florą fizjologiczną przewodu pokarmowego. Są to bakterie urzęsione, bezotoczkowe i nieprzetrwalnikujące. Nie rozkładają węglowodanów innych niż glukoza, podczas rozkładu której wydzielany jest gaz. Edwarsiella nie rozkłada żelatyny, ale jest w stanie przeprowadzić dekarboksylację ornityny i lizyny. Wydziela indol oraz siarkowodór, który jest odpowiedzialny za zmianę zabarwienia podłoża hodowlanego.

## Gatunki
1. E. hoshinae Grimont et al. 1981
2. E. ictaluri Hawke et al. 1981
3. E. tarda